# Malaysische Eishockeyliga
Die Malaysische Eishockeyliga ist die höchste Eishockeyliga in Malaysia.

## Geschichte
Die malaysische Eishockeyliga wurde erstmals im Jahr 2002 ausgetragen. Seitdem findet jährlich eine nationale Meisterschaft teil, an der auch regelmäßige zahlreiche ausländische Spieler teilnehmen. Aus dem Spielerpool der malaysischen Eishockeyliga wird ein Großteil der Spieler für die malaysische Eishockeynationalmannschaft rekrutiert. Das Zentrum des malaysischen Eishockeys ist Kuala Lumpur, wo zahlreiche Mannschaften ihren Sitzt haben.

## Meister
- 2011: Asian Tigers Kuala Lumpur[1]
- 2010: Kuala Lumpur Cobras[2]
- 2009: Kuala Lumpur Cobras
- 2008: Kuala Lumpur Fangs
- 2007: Inferno Ice Kuala Lumpur
- 2006: Kuala Lumpur Wildcats
- 2005: Inferno Ice Kuala Lumpur
- 2004: Metro Wildcats
- 2003: Kuala Lumpur Blackhawks
- 2002: Kuala Lumpur Devils